# Tarquini Prisc
Tarquini Prisc (llatí: Lucius Tarquinius Priscus) va ser el cinquè rei de Roma (~616 aC-579 aC), originari d'Etrúria.
Fill de Demarat de Corint i d'una dona etrusca, va anar a Roma i canvià el seu nom originari (Lucumon) pel de Tarquini. Allí va ser elegit guardià dels fills d'Anc Marci i després el succeí en el tron un cop mort.

## La llegenda de l'àguila

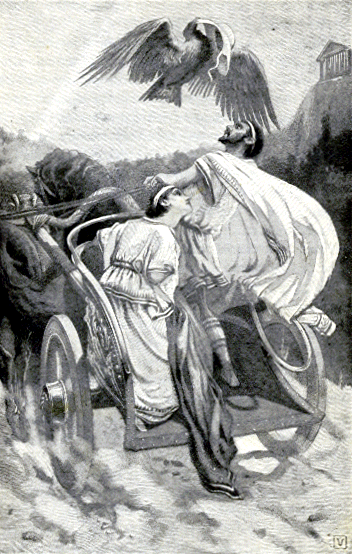
Tarquini i l'àguila

Quant Tarquini anava de camí a Roma per primera vegada i ja s'estava aproximant a la ciutat una àguila li va prendre el barret, va donar una volta en l'aire i després l'hi va retornar. Aquest fet estrany amb el temps l'interpretaria com un senyal dels déus avisant-lo que seria rei.

## Accés al tron
Tot i que Anc Marci era net del rei Numa Pompili, no estava establert que la monarquia romana hagués de ser hereditària. Quan va sobrevenir el moment de la mort d'Anc Marci, els seus fills havien sortit de cacera, llavors Tarquini Prisc va fer un discurs davant la Comitia Curiata, l'assemblea legislativa, i els va convèncer que l'escollissin rei al·legant que ell havia estat home de confiança del difunt rei i els seus fills eren encara massa joves per assumir aquella responsabilitat. Quan els nois van tornar la decisió ja s'havia pres.

## El regnat de Tarquini Prisc

### Ampliació del territori
Segons Titus Livi va fer la guerra amb sabins i llatins. Va començar destruint la ciutat sabina d'Apioles (Apiolae) i va conquerir les ciutats llatines de Camèria, Crostumèria, Medúl·lia, Ameriola, Ficulea, Corniculum i Nomentum. Als sabins que havien avançat fins a les portes de Roma, els va rebutjar i tot seguit els va derrotar a la vora de l'Anio. Els sabins es van veure obligats a demanar la pau, havent de cedir Col·làtia on va establir una guarnició dirigida per Egeri, fill pòstum del seu germà Arrunt, que va agafar el cognom de Col·latí. Tarquini hauria construït llavors el temple de Júpiter al Capitoli. Dionís d'Halicarnàs esmenta també guerres amb els etruscs, cinc ciutats dels quals havien ajudat als llatins, i foren derrotades. Li van oferir en senyal de submissió una corona d'or i altres elements símbols de reialesa segons els etruscs: un tron de vori i un ceptre. Estrabó diu que també va sotmetre als eques, però no en fa referència cap més autor i Dionís ho atribueix a Tarquini el Superb. Va ser el primer rei que va celebrar un triomf.

### L'administració del regne
En la pau es distingí com a bon reformador. Algunes de les reformes van consistir a fer obres per millorar la vida dels romans: Va dragar diverses llacunes de la part baixa de la ciutat; va crear un embarcador al Tíber i va construir la Cloaca Màxima. També va construir edificis d'ús social: el Circ Màxim ,instituint els Jocs Romans; va establir el fòrum (acabat per Servi Tul·li) i va donar a Roma una planificació urbana.
Pel que fa al senat romà en va afegir cent membres: els patres minorum gentium, anomenats així per distingir-los dels anteriors que eren els patres majorum gentium, arribant a 300. Va voler crear tres noves centúries, a més de les tres establertes per Ròmul, però li ho va impedir l'àugur Attus Navi. En canvi si va poder crear tres seccions de les tres centúries: II Ramnes, II Títies i II Luceres; doblant el nombre de cavallers. També es va preocupar d'atendre adequadament els déus incrementant el nombre de vestals de quatre a sis.
Va ser el primer a celebrar un triomf a l'estil etrusc, més sumptuós que la desfilada de Ròmul,

## Mort i successió
Va regnar 38 anys fins que fou assassinat pels fills d'Anc Marci els quals van provocar una revolta on el rei va ser copejat mortalment. La revolta va ser ràpidament controlada i llavors la reina Tanaquil aprofitant la confusió inicial, va dir que el rei només estava ferit lleument, mentre ella convencia la cúria que el millor successor seria Servi Tul·li, al qual va proposar que es casés amb la seva filla. Finalment així va ser, Servi, casat amb Tarquínia, la filla del rei, el va succeir; sent l'única vegada de la monarquia que el tron va ser heretat. Més endavant per evitar ser ell mateix derrotat per una altra lluita de poder semblant, va casar les seves filles amb els nets de Tarquini Prisc, però no li va servir de res doncs va morir assassinat per un dels gendres.

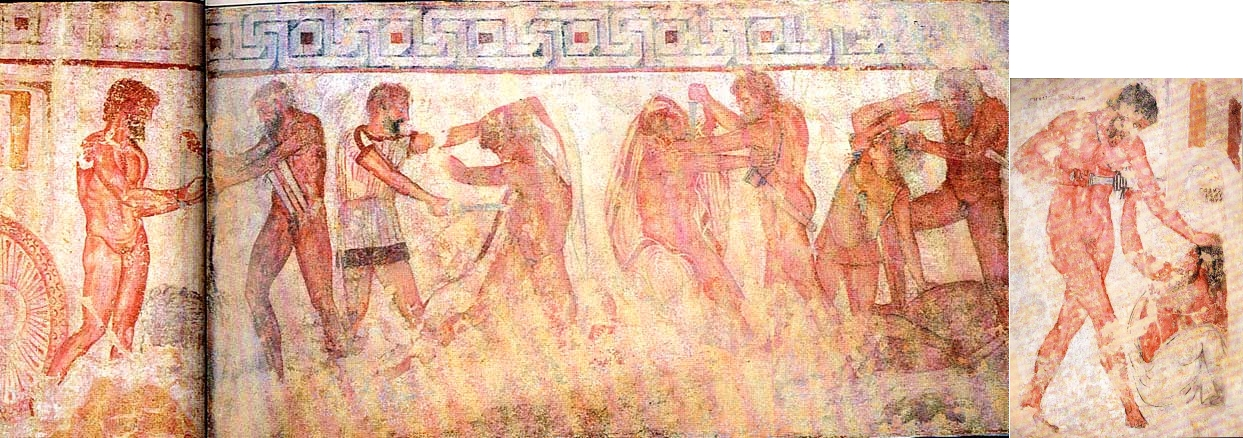
Pintura de la tomba François.

Segons la versió narrada per l'emperador Claudi, Servi Tul·li era una mena de magister, que s'hauria destacat alliberant dos germans etruscs Aulus i Caelius Vibenna, i un romà anomenat Gnaeus Tarquinius, tallant el coll dels seus segrestadors. Aquest episodi, succeït durant la revolta en què va morir Tarquini Prisc, està il·lustrat en una pintura a la tomba dels Saties una família etrusca de Volci, actualment coneguda com "la tomba de François".